# Rineloricaria daraha
Rineloricaria daraha es una especie de pez de la familia Loricariidae en el orden de los Siluriformes.

## Morfología
Los machos pueden llegar alcanzar los 20,1 cm de longitud total.

## Distribución geográfica
Se encuentra en las cataratas del río Daraa, un afluente del Río Negro (Amazonas), en el noroeste de Brasil.